# Luiz Antonio Mello
Luiz Antonio Mello (Rio de Janeiro, 18 de fevereiro de 1955 – Niterói, 30 de abril de 2025) foi um produtor musical, jornalista, radialista e escritor brasileiro, além de bacharel em Comunicação Social pela Universidade Estácio de Sá. Executivo de Comunicação & Marketing avançado.

## Carreira

### 1971–1981: Carreira no jornal e rádio
Começou sua carreira em 1971 no Jornal de Icaraí, de Niterói e, no ano seguinte, passou a trabalhar na Rádio Federal (a primeira emissora no Brasil dedicada a jazz, blues, rock e MPB alternativa) nas funções de programador, produtor e redator musical. A seguir foi para o departamento jornalístico da Rádio Tupi, trabalhando ainda na Rádio Jornal do Brasil e no jornal Última Hora.
Montou em 1981, juntamente com Samuel Wainer Filho, o projeto "Maldita", da Fluminense FM. Em 1985 deixou a Fluminense para participar da implantação da Globo FM. Trabalhou ainda como crítico musical em vários programas de televisão.

### 1985–89: Consultor de marketing, diretor e produtor musical
De 1985 a 1990 foi consultor de marketing avançado do departamento internacional da gravadora Polygram, responsável pelas campanhas de lançamento de álbuns do Dire Straits, Tears for Fears, Jimi Hendrix, Supertramp, Janet Jackson, Eric Clapton e outros 82 artistas. Foi responsável pelo lançamento da gravadora Windham Hill Records no Brasil (label norte-americano líder mundial em new age music) e do projeto Música dos Anos 1990 da Warner Music.
Em 1986 foi para a Rede Manchete, onde atuou como diretor do Domingo Especial e redator-chefe do programa Shock, dirigindo aproximadamente 200 musicais internacionais para a emissora.
Como produtor musical, trabalhou nos discos de Celso Blues Boy (Som Na Guitarra) e de Antônio Quintella (Araribóia Blues, Os Intocáveis), coletâneas do The Who, Jimi Hendrix e na série On The Road, entre outros.
Assumiu em 1989 a presidência da Funiarte (Fundação Niteroiense de Arte). Nos anos 1990, coordenou um projeto chamado "Música dos Anos 90", pela gravadora Warner Music.

### Década de 2000–2025: Carreira como colunista e últimos anos
Foi colunista ainda dos jornais O Pasquim, Jornal do Brasil, O Estado de S. Paulo, Jornal Opinião, Folha de Niterói e Gazeta Niteroiense (2014-2017).
Foi diretor de criação da Tech & Midia Comunicação Integrada, editor de cultura da revista de arte Caffè Magazine, cronista do jornal International Magazine e vários outros veículos.
Em 2005 fez parte da equipe que fundou a BandNews FM, sucursal Rio de Janeiro. Produzia o blog diário Coluna do LAM, com centenas de milhares de acessos. Desde 2021 atuava como editor do jornal A Tribuna do Rio.

## Morte
Luiz morreu aos 70 anos em Niterói, no Hospital Icaraí, no centro da cidade. Estava recuperando-se de uma pancreatite quando fazia um exame de ressonância e sofreu uma parada cardíaca. Sua morte foi lamentada pela prefeitura de Niterói e pelo cantor Bruno Gouveia, vocalista da banda Biquini, que relembrou a contribuição de Luiz Antonio Mello para a indústria fonográfica brasileira no gênero do rock nacional. Bruno comentou a respeito de Luiz Antonio ter sido membro da equipe da Fluminense FM, que ajudou, além da banda Biquini, outras bandas como Os Paralamas do Sucesso a tornarem-se relevantes no cenário musical.